# کورنی هیمنس
کورنی هیمنس (انگلیسی: Corneille Heymans؛ زاده ۲۸ مارس ۱۸۹۲ درگذشته ۱۸ ژوئیهٔ ۱۹۶۸) یک دانشمند در زمینه فیزیولوژی اهل بلژیک بود.